# 英额门镇
英额门镇，舊名英額峪，是中华人民共和国辽宁省抚顺市清原满族自治县下辖的一个乡镇级行政单位。

## 行政区划
英额门镇下辖以下地区：
英额门社区、丁家街村、柳木桥村、孤山子村、新民屯村、英额门村、长春屯村、幸福村、转湘湖村、椽子沟村、大石头沟村、湾龙背村、大林子村和崔庄子村。